# Franciszek Michałek
Franciszek Michałek (ur. 17 lipca 1923 roku w Ostapiu (obecnie Ukraina), zm. 5 lipca 2006 w Toruniu) – polski malarz, rysownik, architekt wnętrz, rzeźbiarz, scenograf i działacz społeczny.
Był absolwentem Wydziału Sztuk Pięknych UMK w Toruniu z lat 1946-1950. Dyplom z zakresu malarstwa sztalugowego zrobił w pracowni Tymona Niesiołowskiego w roku 1950.
Franciszek Michałek był autorem kilkudziesięciu monumentalnych malowideł ściennych, które powstały w latach 1957–1978 w Bydgoszczy, Ciechocinku, Włocławku i Toruniu.  W latach 60. powstały dzieła z zakresu sztuki czystej, tj. prace wykonane w technikach mieszanych i olejnych oraz rysunki, nawiązujące stylistyką do surrealizmu i abstrakcji lirycznej.
W latach 70. artysta wykonał cykl ponad stu drewnianych świeczników i rzeźb inspirowanych sztuką afrykańską.
Michałek był wieloletnim prezesem Związku Polskich Artystów Plastyków w Toruniu.

## Prace
- Kompozycja zielona – lata 1960, olej, płótno, 55 × 70,5 cm; sygn. p.d.: FR. MICHAŁEK; na odwrocie powtórzona sygnatura[2]
- Głowa kobiety, ok. 1961 r., tusz, papier, 27,4 x 19,8 cm; sygn. p.d.: Fr. Michałek; w zbiorach Muzeum im. ks. dr. Władysława Łęgi w Grudziądzu

## Nagrody i wyróżnienia
- Odznaka Zasłużonego Działacza Kultury
- Złota Odznaka Związku Polskich Artystów Plastyków.
- Srebrny Krzyż Zasługi

## Wystawy
- Wystawa Plastyki Pomorskiej, 1954, BWA w Bydgoszczy
- Wystawa indywidualna, 1965, BWA, Dwór Artusa w Toruniu
- Wystawa zbiorowa (F.Michałek, Jerzy Puciata, Witold Wasik), 1965, BWA w Bydgoszczy
- Wystawa prac absolwentów 1945-65, 1965, Muzeum – Ratusz, Toruń
- IX Wystawa Grupy Toruńskiej, 1966, Dwór Artusa, Toruń
- Wystawa indywidualna technik własnych, 1966, Klub Millenium w Toruniu
- Peinture Polonaise Contemporaine, Collections du Musée Léon Wyczolkowski a Bydgoszcz, 1967, Musée des Beaux-Arts, Nancy (Francja)
- Stała Galeria Współczesnego Malarstwa Polskiego, 1969-1975, Muzeum Okręgowe im. Leona Wyczółkowskiego w Bydgoszczy
- Plastyka toruńska 1945-1976, 1976, BWA/ Muzeum Okręgowe w Toruniu
- Wystawa poplenerowa "Nad Drwęcą", 1980, BWA w Toruniu
- II Indywidualna Wystawa Prac – projekty dekoracji wnętrz, 2014, Centrum Sztuki Współczesnej w Toruniu